# Apophorhynchus flavidus
Apophorhynchus flavidus är en tvåvingeart som beskrevs av Samuel Wendell Williston  1895. Apophorhynchus flavidus ingår i släktet Apophorhynchus och familjen Ropalomeridae. Inga underarter finns listade i Catalogue of Life.